# Euglossa truncata
Euglossa truncata är en biart som beskrevs av Rebêlo och Jesus Santiago Moure 1995. Euglossa truncata ingår i släktet Euglossa, tribus orkidébin, och familjen långtungebin. Inga underarter finns listade.